# Grędzice (powiat ostrowski)
Grędzice – wieś w Polsce położona w województwie mazowieckim, w powiecie ostrowskim, w gminie Szulborze Wielkie.
Administracyjnie na terenie wsi utworzono dwa sołectwa Grędzice i Mianówek
| SIMC    | Nazwa    | Rodzaj    |
| ------- | -------- | --------- |
| 0407664 | Mianówek | część wsi |

Administracyjnie na terenie wsi utworzono dwa sołectwa: Grędzice i Mianowo.
W latach 1975–1998 miejscowość należała administracyjnie do województwa łomżyńskiego.
Wierni kościoła rzymskokatolickiego należą do parafii Najświętszej Maryi Panny Królowej Polski w Szulborzu Wielkim.